# Коріятовичі

Родовий герб Коріятовичів Погоня Руська або Св. Юрій

Коріятовичі (Коріатовичі, Корятовичі, Коріотайтіси)  — династія литовсько-руських князів (одна з ліній Гедиміновичів), що правили в Подільському князівстві та Закарпатті. Першим представником династії Коріятовичів був Коріят-Михайло Гедимінович, що князював у Новогрудку та був братом великого литовського князя Ольгерда.

## Відомості про князів

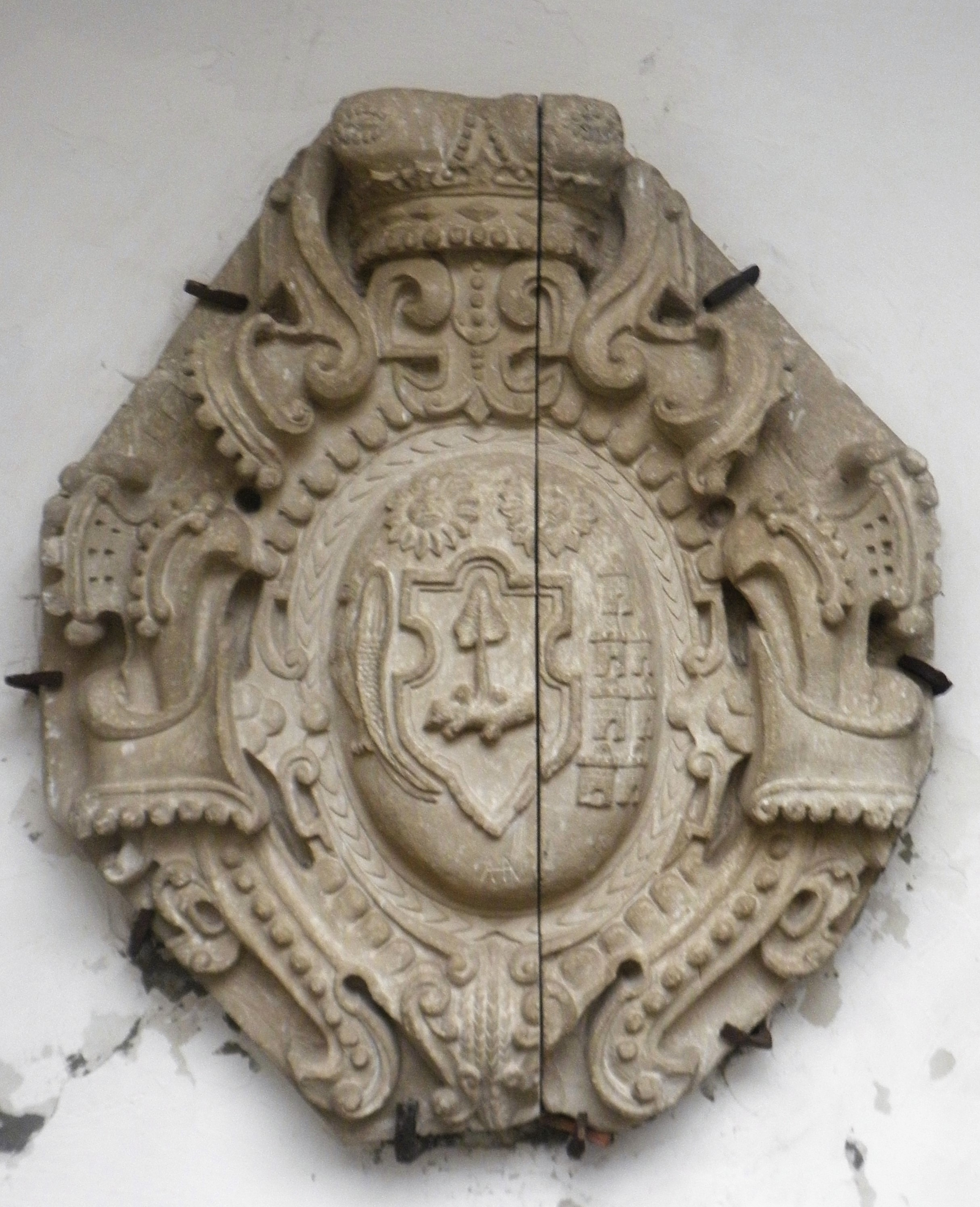
Герб Коріятовичів в замку Паланок

У період із 1345 до 1351 року, після смерті князя Коріята, втративши Новогрудське (Новгород-Литовське) князівство та політичні впливи в Литві й шукаючи нові підвладні території, русько-литовські князі Коріатовичі — небожі великого литовського князя Ольгерда, онуки литовського князя Гедиміна — брати Юрій, Олександр, Костянтин, Борис і Федір прийшли на Поділля. Поява тут нових князів не викликала протистояння — навпаки, їх уважали захисниками краю від татар.
1363 року великий литовський князь Ольгерд, разом з іншими литовсько-руськими володарями, вирушив походом проти татар і здобув перемогу в битві біля річки Синюхи у степу. Після цього подоляни піддалися під руку Ольгерда, а він затвердив князями на Поділлі Коріятовичів: Юрія, Олександра, Костянтина й Федора. Згідно з літописом, вони «ввійшли у приязнь з отаманами, почали боронити Подільську землю від татар, а баскакам дані вже не давано».
Князі звернули увагу на те, що треба зміцнити Поділля й захистити його від татар, які подалися далі у степи на південь і звідти почали робити набіги та спустошувати край: побудували замки в Бакоті, Смотричі, Вінниці, відбудували замок і заселили місто Кам'янець. Також було побудовано замки у Червоногороді, Скалі, Брацлаві, Сокільці, Меджибожі, Божську. За часів Коріятовичів у Кам'янці зведено кілька православних церков і католицьких костелів. Саме вони започаткували розбудову замків на Поділлі, яке в той час мало у своєму складі 11 округів.
За часів князювання Коріятовичів на Поділлі з'явився католицизм. 1370 року в Кам'янці почав функціонувати домініканський чернечий орден, був заснований монастир, незабаром і францисканці заклали в місті свою обитель. Князь Олександр навіть перейшов на католицький обряд. 1378 (1380) року Папа Римський Урбан VI видав йому буллу на заснування в Кам'янці католицької єпископії (дієцезії).
Влада Коріятовичів на Поділлі тривала з 40-х по 90-ті роки XIV століття. Вони намагалися реорганізувати адміністративну структуру Поділля, де боярська еліта складалася переважно з русинів (українців) і незначної частини польської шляхти. 1374 року Юрій та Олександр Коріятовичі видали Кам'янцю грамоту, намагаючись розбудувати місто і збільшити його населення. Місто на 20 років звільнялося від податків, а також отримувало 200 ланів землі на околицях, частину берега Дністра для риболовлі, вигін для пасовиська, ліс. У грамоті закладено основи міського самоврядування: «А судитися їм (міщанам) своїм правом, перед своїми райцями (радниками), а воєводі в то не треба вступати». Цей акт дав значний поштовх розвитку міста.
Правління братів Коріятовичів: Юрія, Олександра, Бориса, Костянтина та Федора — перетворило одну з периферійних територій Великого князівства Литовського на самостійне державне утворення з суверенною зовнішньою та внутрішньою політикою.
Спочатку столицею Подільського князівства був Смотрич, згодом — Кам'янець, який 1374 року, один із перших на території України, отримав від Коріятовичів магдебурзьке право на самоврядування.
Деякий час Коріятовичі були в певній васальній залежності від короля Угорщини та Польщі Людовика (1342—1382). Відомо, що 1377 року брати Олександр і Борис склали Людовику І васальну присягу.
Про Бориса Коріятовича літописні джерела взагалі не згадують. Уперше його ім'я було зазначене в листі короля Людовика I Великого до Франциска Каррари від 29 вересня 1377 р. про ленну присягу обох подільських князів «короні Угорського королівства».

### Юрій Коріятович
Юрій Коріатович (*? — †1400 Бирлад, Молдова) — подільський князь, молдовський та волоський воєвода, столицю мав в місті Смотрич, у 1374 р. при ньому було реконструйовано місто-фортецю Кам'янець і він надав йому магдебурзьке право.
У 1372 р. був запрошений на князівство в Молдові, столицю збудував у Сучаві. 3.07.1374 р. видав у Берладі грамоту, в якій він указаний як правитель Молдовської землі.
Юрій Коріятович помер у Васлуї (Васильків), був похований у монастирі біля міста Бирлад.

### Олександр Коріятович
Олександр Коріятович (*? — †1388/1392) — подільський, волинський і покутський князь, у Володимирі, Кременці, Олеську, пізніше — в Смотричі (1375 р.). У 1366 — 1370 рр. — володимир-волинський князь.
Загинув 1392 року в битві з татарами на Поділлі. Був похований у смотрицькому костелі.

### Костянтин Коріятович

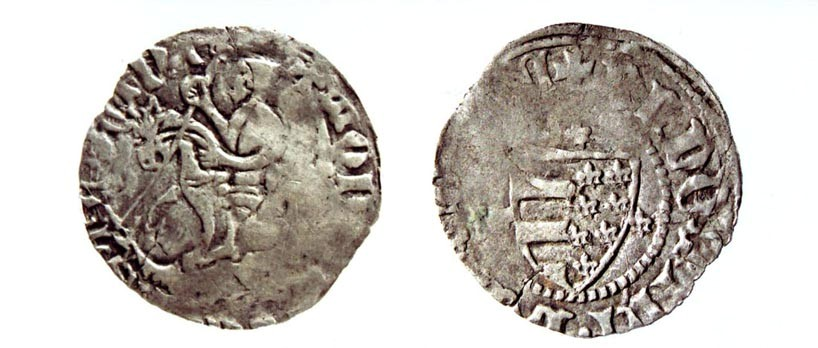
Подільський полугрошик кн. Костянтина

Наступником Бориса став після 1386 р. його співправитель Костянтин (*бл. 1335). Пізніше джерело — Биховця хроніка (XVI ст.) — приписує Костянтинові Коріятовичу володіння Костянтина Ольгердовича, Чернігів і Чорторийськ (нині с. Старий Чорторийськ Маневицького р-ну Волинської обл.) та двох його синів Гліба й Василя — предка князів Чорторийських.
Костянтин Коріятович мав сина Гридка (Григорія), за якого близько 1390 р. спеціальною грамотою ручалася намісникові короля польського та великого князя литовського Владислава II Яґайла в Литві Скирґайлу Ольгердовичу група литовсько-руських князів і бояр.
За князя Костянтина (1380 — до 1391) почалося карбування власної монети, відомої з історичних джерел як подільський полугрошик, на якій було зображення святого Юрія Змієборця (геральдичного герба князівського роду Коріятовичів). На аверсі монети містився напис латиною: «Монета Костянтина», на реверсі — «Князя, дідича та господаря Поділля».
Впродовж цього часу Поділлям правили по черзі всі Коріятовичі. Після смерті старших братів, Подільським князівством почав порядкувати молодший брат Федір. Коли після смерті Ольгерда в Литві став правити його син Владислав II Яґайло і небіж Вітовт, то під зверхність Вітовта було віддано й Поділля. Федір Коріятович не погодився з таким рішенням.

### Федір Коріятович
За польським істориком Мацеєм Стрийковським, було два Федори Коріатовичі: один воював проти Ольгерда, інший проти Вітовта.
За легендою, Федір Коріятович 1339 року покинув Новгородок і з 40 000 русинів оселився на Підкарпатті; за сприяння князя було збудовано замок у Мукачеві.
Людовик I Угорський у 1352 році надав Федорові Уйгей (Шаторал'яуйгей) у Земплінському комітаті, 1359 року також Мукачево, Мармароський та Ужгородський (Унгарський) комітати.
1360 року кн. Федір Коріатович заснував монастир василіян у Мукачеві.
Крім Костянтина, свою монету також карбував подільський князь Федір Коріятович (1388—1394). Відомий його унікальний денарій із зображенням особистого княжого знаку Федора — подвійного хреста з розсіченими кінцями, який проростає з фігури, схожої на літеру «М». На іншому боці монети Федора під короною зображено дві готичних літери: «С» та «О», які більшість дослідників пов'язують із карбуванням монети в Кам'янці — латиницею «Camenec».
1393 р. Вітовт завоював Брацлав у Федора Коріятовича, а потім усі подільські замки. Останній разом із молдовськими військами Романа I зазнав під Брацлавом поразки від Вітовта, після чого Федір втратив Подільське князівство, а Роман — Молдовське. Свидриґайло 1400 року взяв у полон Романа І.
Вітовт, захопивши Поділля, поділив його на дві частини: Верхнє Побожжя (з Меджибожем, Божськом і Вінницею), західну частину віддав Яґайлові, той від себе призначив управителем — воєводу Спитка II з Мельштина.
Подільсько-молдовський князь Федір Коріятович — мармароський князь, Брацлавський князь — після того, як Вітовт завоював Брацлав, перейшов до Мукачева, де став князем Карпатської Русі.
У 1412—1413 рр. старий князь Федір Коріятович разом із бароном Перені прогнав із Королева синів Драґа — внуків воєводи Саса, які тероризували місцеве населення та заважали торгівлі.
Помер у 1414 р. Був похований у соборі мукачівського монастиря. Дружина Ольга померла в 1416 р. Обидві дочки вийшли заміж за угорських магнатів. Марія — за Емеріха Марцалі, Анна — за палатина Ґарая. Живих синів у них на той час не було і володіння відійшли назад до угорських королів.
Дарча грамота подільського князя Федора Коріатовича
Ми, князь Федір Коріатович, Божою милістю дідич і господар Подільської землі, чиним свідомо цим листом усякому доброму, хто на цей лист гляне й почує, поважаючи його, даруємо, але не чужих земель, а земель нами самими перетвореного Поділля за вірну службу землі Крапивни долів Буга («місцевість», по-сучасному «басейн» Бугу) недалеко від Бердичева (землі Великого князівства Литовського) пану Гринькові зі всіма тими ріками, землями, лісами, полями, дібровами та селами, хто там сидять і прислужують (проживають)…
Княжий писар Андрій Морхина, город Смотрич, 1 липня 1392 року.
Фрагмент копії дослівного трактування князь-грамоти зі старослов'янської на сучасну українську мову підготовлений археографом Олександром Грушею у 2001 році з оригіналу, написаного кирилицею на пергаменті, що знаходиться в Національному історичному архіві Білорусі (Радзивіллівська папка, Беларускі гістарычны агляд).

### Василь Коріятович
Наймолодший із Коріятовичів — Василь (Костянтинович) титулується як «князь Поділля» ще в документі угорського короля Сиґізмунда I Люксембурґа від 2 лютого 1398 р. На той час цей титул уже не мав реального значення, міг указувати лише на те, що раніше, приблизно від 1390 р., його власник був співправителем Федора Коріятовича.
Наприкінці 1394 року Василь разом із братом Федором змушений був шукати пристанища в Угорщині, яке вони й отримали на території комітату Береґ (Закарпаття). 1 липня 1403 у м. Грубешеві (нині Польща) Василь видав грамоту, якою обіцяв королю польському та великому князю литовському Владиславу II Яґайлу ніколи більше не виступати проти нього. З цього присяжного запису випливає, що Василь Коріятович відмовився від титулу подільського князя й, можливо, отримав якісь володіння від польського короля.
12 серпня 1399 року в битві на р. Ворсклі загинули молодші князі Коріятовичі — Гліб і Семен.

### Михайло Костянтинович
Серед сподвижників Свидриґайла є князь Михайло Костянтинович. У 1439—1448 рр. він мав невеликі володіння в Галицькій землі. 1452 р. йому підтвердили право на Буремлю й інші землі на Волині, надані свого часу Свидриґайлом. Від Михайла Коріятовича пішли князі Курцевичі, які вважали себе нащадками Коріята. Дослідники вважають, що Михайло Коріятович міг бути племінником Василя та сином Костянтина Коріятовича. Втративши володіння на Поділлі, Василь Коріятович разом із племінником залишився васалом Свидриґайла Ольгердовича й, зрештою, Корятовичі-Курцевичі отримали володіння на Волині.

### Дмитро Коріятович
На думку деяких дослідників, сином Коріята Гедиміновича був князь Дмитро, у російських хроніках відомий як воєвода Боброк Волинський. Він був одружений із сестрою великого князя московського Дмитра Донського. За однією з версій, Юрій Змієборець стає гербом московських князів та Москви саме з цього часу, а син Дмитра Донського — князь Василь — починає карбувати монети із зображенням святого Юрія на коні зі списом (коп'єм) — звідси й назва «копійка». Від Дмитра Коріятовича пішов рід російських князів Волинських.

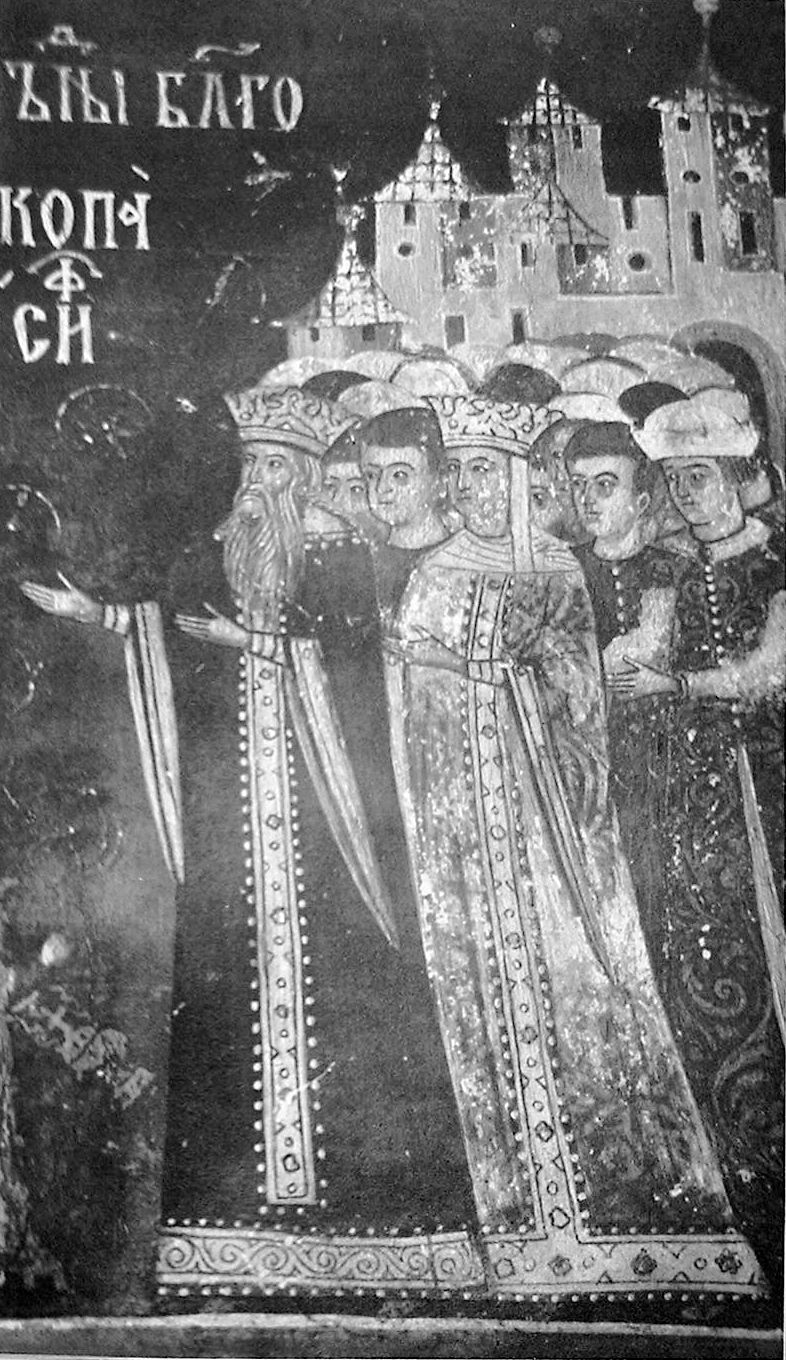
Анна Юріївна Подільська, дочка Юрія Коріатовича

## Вшанування пам'яті
- У містах Хмельницький, Вінниця, Кам'янець-Подільський та Ладижин існують вулиці Князів Коріатовичів.
- У місті Черкаси перейменували узвіз Парковий на узвіз Князів Коріатовичів.[2]